# FidoNet
```

                    __
                   /  \
                  /|oo \
                 (_|  /_)
                  _`@/_ \    _
                 |     | \   \\
                 | (*) |  \   ))
    ______       |__U__| /  \//
   / FIDO \       _//|| _\   /
  (________)     (_/(_|(____/
 (c) John Madill

```

FidoNet은 게시판 시스템(BBS) 간의 통신에 사용되는 세계적인 컴퓨터 네트워크이다. 이는 저장 및 전달 시스템을 사용하여 네트워크의 BBS뿐만 아니라 경우에 따라 기타 파일 및 프로토콜 간에 개인(이메일) 및 공개(포럼) 메시지를 교환한다.
FidoNet 시스템은 여러 개의 작은 상호 작용 프로그램을 기반으로 했으며, 그 중 하나만 다른 BBS 소프트웨어를 지원하기 위해 이식하면 되었다. FidoNet은 거의 모든 BBS 소프트웨어와 수많은 비BBS 온라인 서비스에서 지원되는 몇 안 되는 네트워크 중 하나였다. 또한 이 모듈식 구성을 통해 FidoNet은 장거리 전화 요금이 많이 부과되는 전화 링크를 통해 모뎀 기반 통신을 사용하는 시대에 중요한 새로운 데이터 압축 시스템으로 쉽게 업그레이드할 수 있었다.
1990년대 초반 모뎀 속도의 급격한 향상과 컴퓨터 시스템 및 스토리지 가격의 급격한 하락으로 인해 BBS의 인기가 더욱 높아졌다. 1990년대 중반에는 거의 40,000개의 FidoNet 시스템이 운영되었으며 전 세계 수백만 명의 사용자와 통신이 가능했다. 폭이나 숫자 측면에서 UUCPNET만이 근접했다. FidoNet의 사용자 기반은 BITNET과 같은 다른 네트워크를 훨씬 능가했다.
1990년대 중반부터 저렴한 인터넷 연결이 널리 보급되면서 FidoNet의 저장 및 전달 시스템에 대한 필요성이 줄어들었다. 전 세계 모든 시스템을 동일한 비용으로 연결할 수 있기 때문이다. 로컬 BBS 시스템으로의 직접 전화 접속이 급격히 감소했다. FidoNet은 1990년대 후반부터 규모가 상당히 줄어들었지만 인터넷 연결이 더욱 널리 보급되었음에도 불구하고 오늘날에도 여전히 사용되고 있다.

## 같이 보기
- UUCP